# Repudio
Repudio es una localidad del municipio de Valderredible (Cantabria, España).  Está localizada a 725 m s. n. m., y dista 8 km de la capital municipal, Polientes. En el año 2024 cuenta con una población de 5 habitantes (INE).

## Paisaje y naturaleza
Repudio se asienta en el centro de un pequeño vallejo de suaves perfiles con lomas que se recubren de robles jóvenes y sus subespecies arbustivas junto a alguna plantación de pino efectuada en los últimos años.

## Patrimonio histórico
Se mantiene en aceptable estado de conservación su casco urbano en el que se despuntan algunas casas que han respetado a la perfección el sistema constructivo tradicional de la zona.
La iglesia de San Miguel es una pequeña construcción de estilo barroco que, probablemente, sustituyó a otra anterior románica de la que es testigo la pila bautismal ubicada en el interior.
- Datos: Q11271771